# Лебаева, Жибек Рахимбердиевна
 Жибек Рахимбердиевна Лебаева (05.08.1953) — советская, казахская актриса

, Заслуженная артистка Казахстана (1991).

## Биография
Родился 5 августа 1953 года в селе Каракестек Жамбылского района Алматинской области.
С 1970 по 1975 год окончила актерский факультет Алматинской государственной консерватории им. Курмангазы.
С 1975 по 1997 годы работала актрисой Талдыкорганского областного казахского драматического театра.
С 1997 года работает в Казахском государственном академическом театре для детей и юношества им. Г. Мусрепова.

## Основные роли на сцене
1. Г. Мусрепов «Козы Корпеш — Баян Сулу» — Баян
2. Г. Мусрепов «Акан Сери — Актокты» — Актокты
3. Г. Мусрепов «Ұлпан» — Улпан
4. В. Ежов «Ночь соловьев» — сержант Ниночка
5. Ч. Айтматов «Арманым — Әселім» — Хадиша
6. Ч. Айтматов «Жәмила» — Жәмила, «Ақ кеме»- Бұғы ана, Бекей
7. М. Ауэзова «Карагоз» — Карагоз
8. М. Ауэзова «Абай» — Ажар
9. М. Ауэзова «Еңлік-Кебек» — Еңлік
10. Н. Хикмет «Елеусіз қалған есілдер» — женщина
11. А. Чехов «Дядя Ваня» — Елена Андреевна
12. А. Фадеев «Жас гвардия» — Любовь Щевцова,
13. Б. Майлин «Шұға» — Шүға, Гүлзина
14. О. Бодыков «Жер тағдыры» -Зылиха Тамшыбаева
15. С. Жунисов «Қысылғаннан қыз болдық»-Айгуль
16. К. Искак «Утреннее эхо» — жена Бактыгула
17. А. Вампилов «Сүйінші, табылды, табылды!» — Нина
18. Т. Калилаханов «Алтын бесік»- Гулдарига
19. К. Мукашев «Степной эпос» — Макпал
20. Д. Исабеков «Сестра» — сестра
21. К. Абдрахманов «Каракерей — Кабанбай» — Гауһар
22. О. Букеев «Құлыным менің» — Анар
23. А. Сейдибеков «Қош бол, Ардағым!» — Ардак
24. Т. Есимжанов «Жолда қалған жолаушы» — Ұлтуар
25. У. Шекспир «Асауға-тұсау» — Катарина
26. И. Жансугуров «Исатай и Махамбет» — Фатима
27. Д. Исабеков «Ескерткіш операциясы» — Жена Аштена
28. Б. Джакиев «Судьба отца» — Бурыл
29. И. Вовнянко «Смерть стриптизерши» — прокурор
30. Т. Ахметжан «Два сердца» — З. Зулханова
31. С. Асылбекулы «Желтоқсан желі» — Талшын
32. Б. Мукаи «Детектор правды» — Нурия
33. Иран-Ғайып «Естайдың Қорланы» — Корлан и др.

## Семья
Муж — Жылгелдиев Сагат Ермагамбетович — актер, заслуженный артист Казахстана. Дети — Канат (род. 1975), Молдир (род. 1979), Марал (род. 1989).

## Награды и звания
1. Заслуженная артистка Республики Казахстан (1991)
2. Медаль «20 лет независимости Республики Казахстан» (2011)
3. Медаль «25 лет независимости Республики Казахстан» (2016)
4. Медаль «Ветеран труда» (2016)